# Cathédrale de la Sainte-Famille de Saint John's
Cette  cathédrale ne doit pas être confondue avec une autre cathédrale d'Antigua-et-Barbuda.
 D’autres cathédrales portent le nom de cathédrale de la Sainte-Famille.

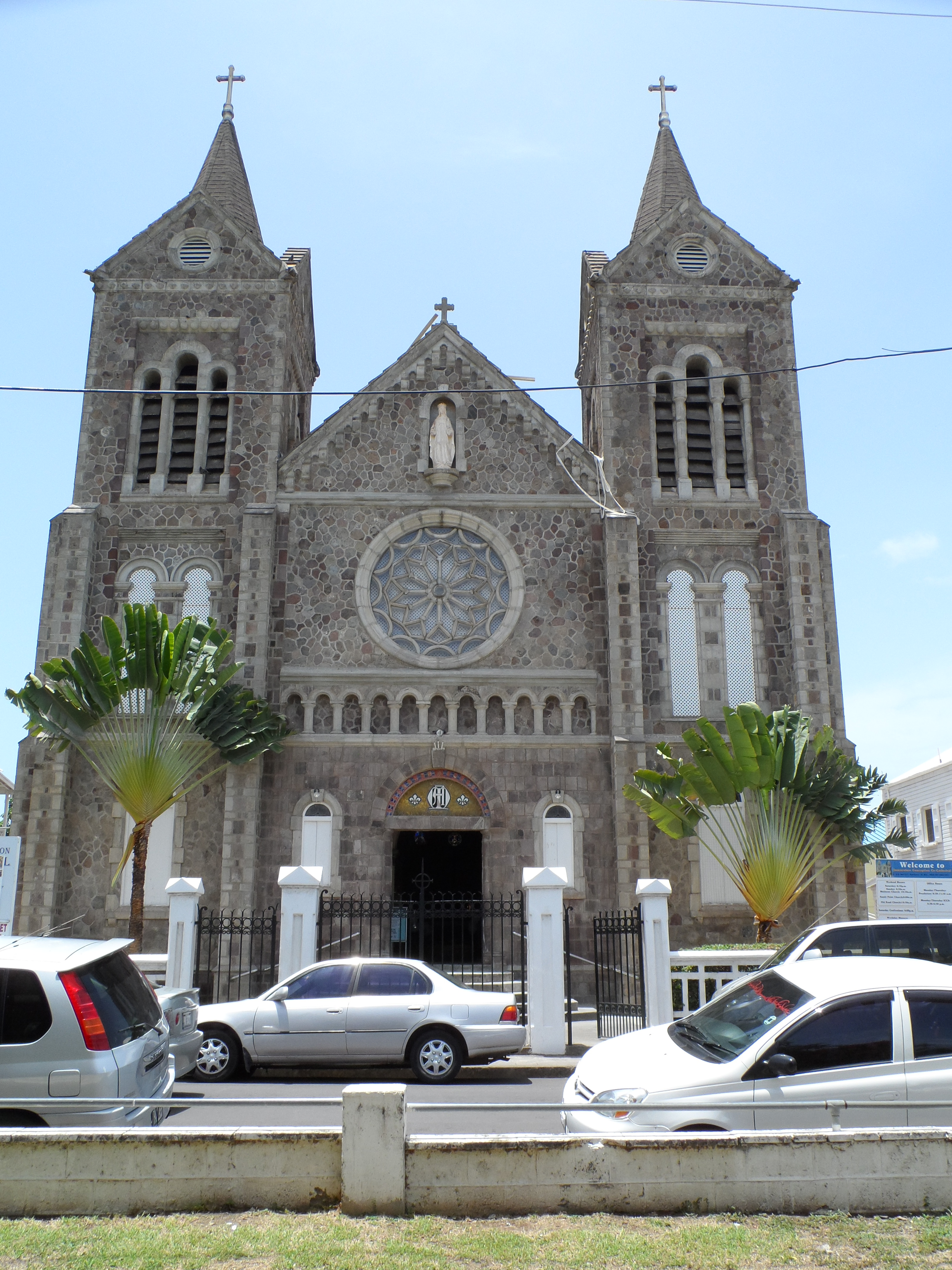

La cathédrale de la Sainte-Famille est une cathédrale catholique située à Saint John's, à Antigua-et-Barbuda. Elle est le siège du diocèse de Saint John's-Basseterre.

## Historique
La cathédrale a été inaugurée en 1987.

## Architecture
Elle a été conçue selon une architecture moderne.